# Lames
Der Kulturverein La Musique Et Sun, kurz Lames, ist ein österreichischer Kultur- und Kunstverein mit Sitz in St. Pölten. Der 1999 gegründete Verein ist aus einem seit 1994 bestehendem Kollektiv von Kunstschaffenden, zu dessen Mitgliedern u. a. Andreas Fraenzl, Thomas Richter, Markus Weidmann, Matthias Engel und Tina Tröstl gehören, hervorgegangen.
Lames, die Abkürzung steht für La Musique Et Sun (zusammengesetzt aus dem Französischen und Englischen: ‚Die Musik und Sonne‘), versteht sich als Bindeglied zwischen bildender, angewandter und darstellender Kunst, sowie nichtkommerziellen Musikevents, niederschwelligen Bildungsangeboten und Grünraumnutzung. Er erreicht mit seinen diversen kulturellen Veranstaltungen wie Ausstellungen, Symposien, Workshops, Diskussionen und Screenings durchschnittlich 2000 Menschen im Jahr. Der Verein Lames konnte gemeinsam mit dem Verein Sonnenpark und anderen gemeinnützigen Gruppierungen mithilfe der Initiative Sonnenpark bleibt! das Areal im Süden der Stadt Sankt Pölten 2016 als anerkannten Kulturort etablieren.

## Geschichte
Eine Gruppierung von jungen Kunstschaffenden (u. a. vocal-groove-project Bauchklang, Visual-Künstler Quartz) hatte 1995 von der Stadt Sankt Pölten Räume in dem Firmengebäude der Malerei Frostl zur Verfügung gestellt bekommen. Als das Gebäude 1999 abgerissen werden sollte, wurden der Gruppe alternative Orte angeboten. Zu dieser Zeit gründete sich auch der Verein Lames aus diesem Kollektiv. Lames bezog ein Gelände am Spratzerner Kirchenweg 81–83, obwohl selbiges für den Bau von Wohnhausanlagen vorgesehen war. 2002 führte ein Brand in einem der Gebäude zu der Zerstörung von Kunstwerken und Privateigentum der Vereinsmitglieder sowie Überlegungen der Stadt, die Gebäude vollständig abzureißen und den Kulturschaffenden einen Ersatzort anzubieten. Dieser Vorschlag wurde aufgrund der bis dahin geschaffenen sozio-kulturellen Infrastruktur von Gebäuden und Parkareal, von Lames abgelehnt. 2011 bildete sich die Initiative St. Pölten braucht  Park-Platz! – am 7. September 2011 als Verein Sonnenpark eingetragen.
Neben einer Nachbarschaftsinitiative, bemüht sich der Verein um die Pflege des 50.000 m² großen Areals und setzt sich für den Erhalt des Ortes ein. 2015 gründete sich die Plattform Sonnenpark bleibt!, welche sich aus Mitgliedern der Vereine Sonnenpark, Lames, Grund und Nachbarn zusammensetzte und von der Stadtregierung Klarheit über die seit 2007 existierenden Bebauungspläne des Sonnenparks verlangte. Nach einer Petition mit rund 2500 Unterschriften wurde 2016 dann in einem Gemeinderatsbeschluss der Kaufvertrag rückabgewickelt und somit die gemeinnützige Arbeit der Vereine anerkannt. Am 19. März 2018 erfolgt die Unterzeichnung eines Pachtvertrages mit der Stadt. St. Pölten.

## Aktivitäten (Auswahl)

### Ausstellungen (Auswahl)
- 2014: 15 Jahre Lames[2]
- 2014: Café Thrash, Gruppenausstellung
- 2014: Feüer, mit Make Wessely
- 2014: Lames Mitglieder stellen aus, Gruppenausstellung
- 2015: Rassismus im Alltag, Wanderausstellung[16]
- 2016: Das Karussel, mit Matthias Mollner[17]
- 2016: mit nach von zu bei, Gruppenausstellung
- 2016: über einander, mit Linda Partaji[18]
- 2017: spliss, mit Alexander Till, Daniel Hayden, Lisa Marie Wagner[19]

### Interdisziplinäre Kunstsymposien
Unter dem Namen „parque del sol“ finden seit 2006 von Lames organisiert jährlich mehrtägige Kunstsymposien auf dem Gelände des Sonnenparks statt. Die Initiatoren wählten ein auf Niederschwelligkeit basierendes Konzept, welches neben klassischen Kunstrichtungen wie bildender Kunst und Musik auch Raum für u. a. Street art, Land Art, Performances oder Videokunst bietet und damit eine einmalige Plattform darstellt, um auf nichtkommerzieller Ebene internationale Kunstschaffende mit regionalen Akteuren zu vernetzen. Eines der frühesten Formate ist die so genannte „free university“, welches auf dem Grundsatz beruht die Generierung von Wissen frei von ökonomischem Druck zu gestalten. Es hielten unter anderem Wolfgang Zinggl und Thomas Diesenreiter von der Tabakfabrik Linz für das „parque del sol“ 2014 und Heidemarie Schwermer im Jahr 2008 öffentliche Diskussionen. Kuratierte Interventionen an Gelände und Gebäuden wurden u. a. von Tika, Mizzo, Boicut, Knarf und Maria Hera durchgeführt. Musikalisch ist das Symposium spartenübergreifend gestaltet, soll aber ebenfalls etablierte nationale und internationale Kunstschaffende und Kunstrichtungen mit regionalen verknüpfen. In diesem Rahmen sind u. a.: Knarf Rellöm, Mira Lu Kovacs, der Nino aus Wien, Binder & Krieglstein oder Dorian Concept aufgetreten.

## Auszeichnungen
- 2008: Preisträger von Niederösterreichischer Kulturpreis für Volkskultur und Kulturinitiativen
- 2010: Nominierung für best private plots 10 − Die besten Gärten 2010[24]